# 제5회 아카데미상
제5회 아카데미상은 1932년 11월 18일에 열린 아카데미상 시상식이다. LA 앰베서더 호텔에서 개최되었으며 사회자는 콘라드 나이젤이다.

## 후보 및 수상

### 작품상
- 그랜드 호텔 - MGM 수상
- 애로우스미스 - Goldwyn
- 배드 걸 - 폭스
- 챔프 - MGM
- 파이브 스타 파이널 - First National
- 원 아워 위드 유 - 파라마운트
- 상하이 익스프레스 - 파라마운트
- 중위의 웃음 - 파라마운트

### 남우주연상
- 챔프 - 월레스 비어리 수상
- 지킬 박사와 하이드씨 - 프레드릭 마치 수상
- 근위병 - 알프레드 런트

### 여우주연상
- 마델론의 비극 - 헬렌 헤이즈 수상
- 엠마 - 마리 드레슬러
- 근위병 - 린 폰탄느

### 감독상
- 배드 걸 - 프랭크 보제즈 수상
- 챔프 - 킹 비더
- 상하이 익스프레스 - 조세프 본 스텐버그

### 각본상
- 챔프 - 프란세스 마리온 수상

### 각색상
- 배드 걸 - Edwin J. Burke 수상

### 촬영상
- 상하이 익스프레스 - 리 가메스 수상

### 미술상
- 트랜서틀랜틱 - 고든 월즈 수상

### 음향믹싱상
- Paramount Publix SSD 수상

### 공로상
- 월트 디즈니 수상